# Hydrobiosis spatulata
Hydrobiosis spatulata là một loài Trichoptera trong họ Hydrobiosidae. Chúng phân bố ở miền Australasia.